# Gloria Benavides
Gloria Angélica Benavides Nicolás (Loncoche, 5 de abril de 1948) es una actriz, cantante y comediante chilena.

## Primeros años
Nacida en Loncoche en 1948, es hija de Juan Luis Benavides Oliva y Nieves Elena Nicolás Gacitúa. A los tres años de edad fue dejada al cuidado de una familia en las cercanías de Valdivia, debido a una grave enfermedad de su madre, la que requirió tratamiento en Santiago, mientras su hermano mayor quedó con una abuelita en el campo. A los cinco años de edad viajó sola a Santiago para reencontrarse con su madre. 

### Matrimonios e hijos
A los quince años se casó con otro ídolo musical chileno, Pat Henry, quien tenía seis años más que ella. Habían iniciado su relación durante las giras del programa radial Discomanía. La pareja tuvo dos hijas, Cherie y Carol, y tuvieron una mediática ruptura en 1968.
En 1974, con 26 años, contrajo nuevamente matrimonio con el mayor de ejército (y futuro agente de la CNI) Joaquín Molina, quien es el padre de su hijo Joaquín. Ya estando separados, Molina fue asesinado a balazos durante una fiesta en 1988 por Manuel Contreras Valdebenito (hijo del exdirector de la DINA, Manuel Contreras). Fue una tragedia que marcó para siempre a la familia y de la cual ha hablado muy poco y en contadas ocasiones, como en 2016, en el programa Vértigo. En 1985 contraería matrimonio por tercera vez, relación con la que vive a distancia.

## Carrera musical
Luego de su llegada a Santiago, Gloria Benavides de tan solo 13 años, grabaría la canción que la terminaría catapultando a la fama nacional, «La gotita», compuesta por el locutor Francisco "Gabito" Hernández. La canción lograría rápidamente llegar al primer puesto en los rankings radiales del momento. Canciones como «Pequeño Amorcito» o «Prima o Poi» aumentarían aun más su popularidad entre la juventud de la época. Para fines de la década de 1960 llegaría su mejor momento en el mundo del disco. Los hits «Balapapa» y «Patati Patata» sonaban fuerte en la radio, manteniéndola en la primera fila de la escena musical del país.
A partir de 1970 sus canciones cambiarían de enfoque, concentrándose ahora en canciones dedicadas al amor juvenil. Scottie Scott sería su principal sostén creativo. Los hits «Porque no fui yo tu primer amor», «Princesita de luna» (de los compositores J.C Gil y Carlos Alegría), «Los enamorados de siempre» y «Muchacho malo» la posicionaban como la artista femenina más exitosa del momento, e invitada habitual en la ya consolidada televisión chilena.
Poco a poco se iría alejando del espectro musical para dedicarse a concluir sus estudios y centrarse en proyectos más personales.

## Carrera actoral
Entre sus personajes cómicos más destacados están «Gertrudis» y «Blanca María» (Jappening con ja), «La Tía Tute» y «La Cuatro Dientes». En 1985, participó y condujo el estelar El show de Gloria de Televisión Nacional de Chile y un programa infantil llamado Valle Alegría, en el que contó con prestigiosos actores dentro de su elenco, tales como Ramón Farías y Patricio Torres.
Fue comediante estable del programa Sábado gigante internacional producido por la cadena Univision en Miami, Estados Unidos, desde 1990 hasta el último episodio del programa el día sábado 19 de septiembre de 2015. Su último proyecto en Chile fue el sitcom Vecinos al tres y al cuatro (2007), emitido por Canal 13.

### La Cuatro Dientes
«La Cuatro Dientes», también conocida como «La Cuatro» fuera de Chile, es el personaje humorístico más famoso realizado por Gloria Benavides. Este personaje de pelo rubio, minifalda roja, blusa de lunares, calcetas y zuecos, nació en 1975 en el programa de televisión Sábado gigante, inicialmente como la novia de Mandolino. Sin embargo, el personaje se volvió un número independiente y estable del programa, ya que Don Francisco calzó como un excelente compañero para las rutinas de Benavides. Es así como «La Cuatro Dientes» se hizo popular, siendo invitada en varias ocasiones al Festival de la Canción de Viña del Mar.
El personaje de La Cuatro siempre tenía pretensiones de noviazgo con los animadores de televisión; en Sábado gigante con «Don Francis» (Don Francisco) y en el Festival de Viña con «Anthony» (Antonio Vodanovic), como ella los llamaba. También es clásica su interpretación de «La copucha» (llamado en Chile así al chisme), una canción escrita por el fallecido cantautor chileno Nicanor Molinare, en la cual se ironizaba mediante coplas sobre la realidad nacional.
Debido a la internacionalización del programa Sábado gigante (transmitido desde Miami, Estados Unidos, por la cadena Univision), Benavides llegó a un público superior a los 80 millones de telespectadores. Dentro de los cambios que tuvo que realizar para el público anglosajón e hispano fue renombrarse como «La Cuatro». El propio Don Francisco declaró que el cambio fue por un asunto de marketing, ya que en el programa uno de los auspiciadores era una marca de pasta dental, y no les pareció adecuado ver a una mujer con sólo cuatro dientes; desde ese día «La Cuatro» muestra toda su dentadura.[cita requerida] Sin embargo, en Chile, desde 1986, la marca «Cuatro Dientes» está inscrita por Gloria Benavides.
En 2006 «La Cuatro» obtuvo el «Premio al Mejor Personaje Humorístico» de la historia de Chile en el programa Chile elige (TVN), realizado en el marco del Bicentenario de Chile.

## Discografía

### Discos de estudio
- Gloria Benavides, Sus primeros éxitos (1963)
- De Gloria Benavides a los enamorados de siempre (1968-73)
- Gloria Benavides (1972)

### Colaboraciones
- La Nueva Ola en 30 grandes éxitos (1997)
- Las grandes canciones chilenas del siglo XX (1999)
- 24 inmortales de la Nueva Ola (2000)
- Nueva Ola. Más inmortales (2005)
- Show de la Nueva Ola (2008)

## Filmografía

### Televisión
- Jappening con ja (1978-1981, 1983-1986, 1988-1989)
- Sábado gigante (1975-1978, 1982-1984, 1987, 1990-2015)
- La Oficina (1982)
- El show de Gloria Benavides (1984-1985)
- Mediomundo (1987)
- Valle Alegría (1981)
- Vecinos al 3 y al 4 (2007)

### Cine
- Hasta en las mejores familias (1994), como Jacqueline.[6]
- Velódromo (2010), como Psicóloga laboral.